# Rose Bikes
Die Rose Bikes GmbH (Eigenschreibweise in Kurzform ROSE, zuvor Rose Versand GmbH) ist ein deutscher Fahrradhersteller und Versandhändler aus dem münsterländischen Bocholt in Nordrhein-Westfalen.

## Geschichte

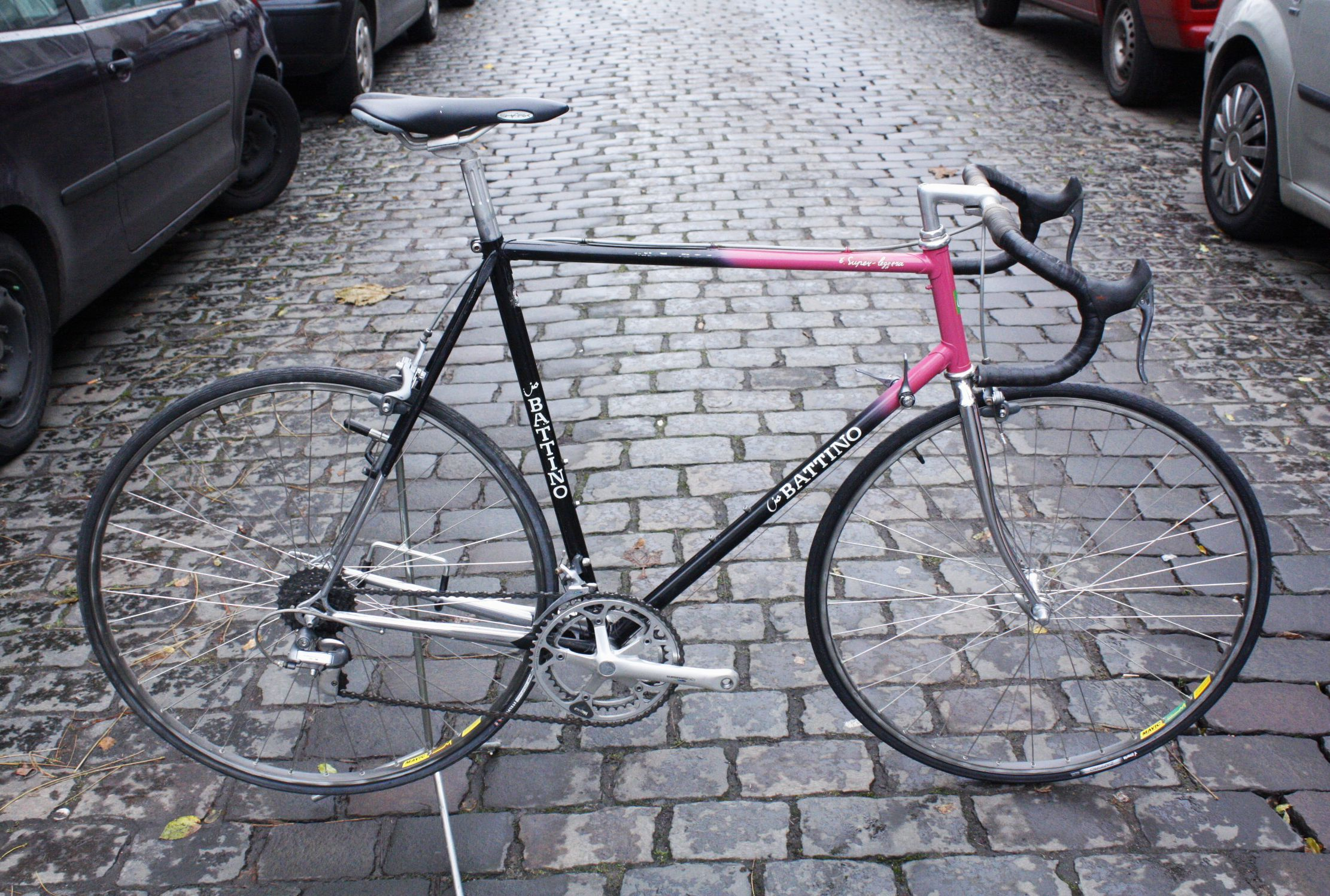
Die Eigenmarke Cia Battino von Rose wurde in den 1990er Jahren vertrieben. Die gemufften Rennrad-Rahmen wurden für Rose in Italien gefertigt.

Das Familienunternehmen wurde 1907 durch Heinrich Rose als Fahrradladen in Bocholt gegründet. 1932 übernahm Heinrich Rose junior das Geschäft und verdiente sein Geld im Sommer mit Fahrrädern und im Winter mit Nähmaschinen der Marke Dürkopp. In den frühen 1980er Jahren führte Erwin Rose das Unternehmen, der als einer der ersten Europäer japanische Fahrräder importierte. In dieser Zeit wurde mit dem Versandhandel begonnen, ein erster Katalog erschien 1982. Ein neues, großes Versandlager wurde 1994 errichtet. Im gleichen Jahr führte Rose die kanadische Fahrradmarke „Red Bull“ in Deutschland ein.
2005 wurde der Fahrradladen „Biketown“ in Bocholt eröffnet. Seit 2011 werden die Fahrräder selbst montiert und unter dem eigenen Markennamen verkauft. Im Mai 2012 entstand durch einen Großbrand in einem Versandlager in Bocholt ein Schaden von mehreren Millionen Euro, daraufhin wurde das Logistik- und Versandzentrum erweitert. Im Mai 2014 veröffentlichte Rose die Studie „Fahrradfahren in Deutschland 2014“, im Oktober desselben Jahres eröffnete Rose einen Concept Store im Einkaufszentrum Mona in München, in dem sich Kunden ihr Wunschfahrrad virtuell zusammenstellen können. Dieser gewann im Januar 2015 die Auszeichnung „Stores of the Year Award“ des Handelsverbandes Deutschland in der Kategorie „Out of Line“. Zudem war Rose bei den World Retail Awards 2015 nominiert, konnte sich hier jedoch nicht gegen die Konkurrenz durchsetzen.
Im Oktober 2015 konnte Rose mit der „Biketown“ in München den Architektur- und Designwettbewerb „Iconic Award 2015“ in der Kategorie „Best of Best“ gewinnen. Zu Beginn des Jahres 2017 konnte die „Biketown“ in Bocholt dann sowohl im nationalen, als auch im internationalen Vergleich überzeugen und gewann neben dem „Stores of the Year Award“ in der Kategorie „Out of Line“ außerdem den internationalen „EuroShop RetailDesign Award“. Im Mai 2019 übernahm Rose Bikes die Essener Digital-Agentur Kommerz – the Frontend Company.

## Katalog
Der Versandkatalog von Rose erschien ab 1982 und wurde in drei Sprachen verlegt, womit er sich zum inoffiziellen Nachschlagewerk unter Fahrradliebhabern entwickelte. 2009 betrug die Auflage 600.000 Exemplare. Auf bis zu 1.000 Katalogseiten konnten Kunden das gesamte Sortiment an Fahrrädern, Ersatzteilen und Fahrradbekleidung finden und bestellen. Die letzte Ausgabe des halbjährlichen Versandkatalogs erschien 2014, danach wurde der Rhythmus auf ein Jahr umgestellt, bevor die Veröffentlichung nach 2017 zugunsten des Internetshops von Rose komplett eingestellt wurde.
Seit 2014 erscheint dreimal im Jahr das Kundenmagazin „Cycle Stories“ mit allen wichtigen Produktneuheiten, Hintergrundstorys und Neuigkeiten rund um den Radsport.

## Produkte

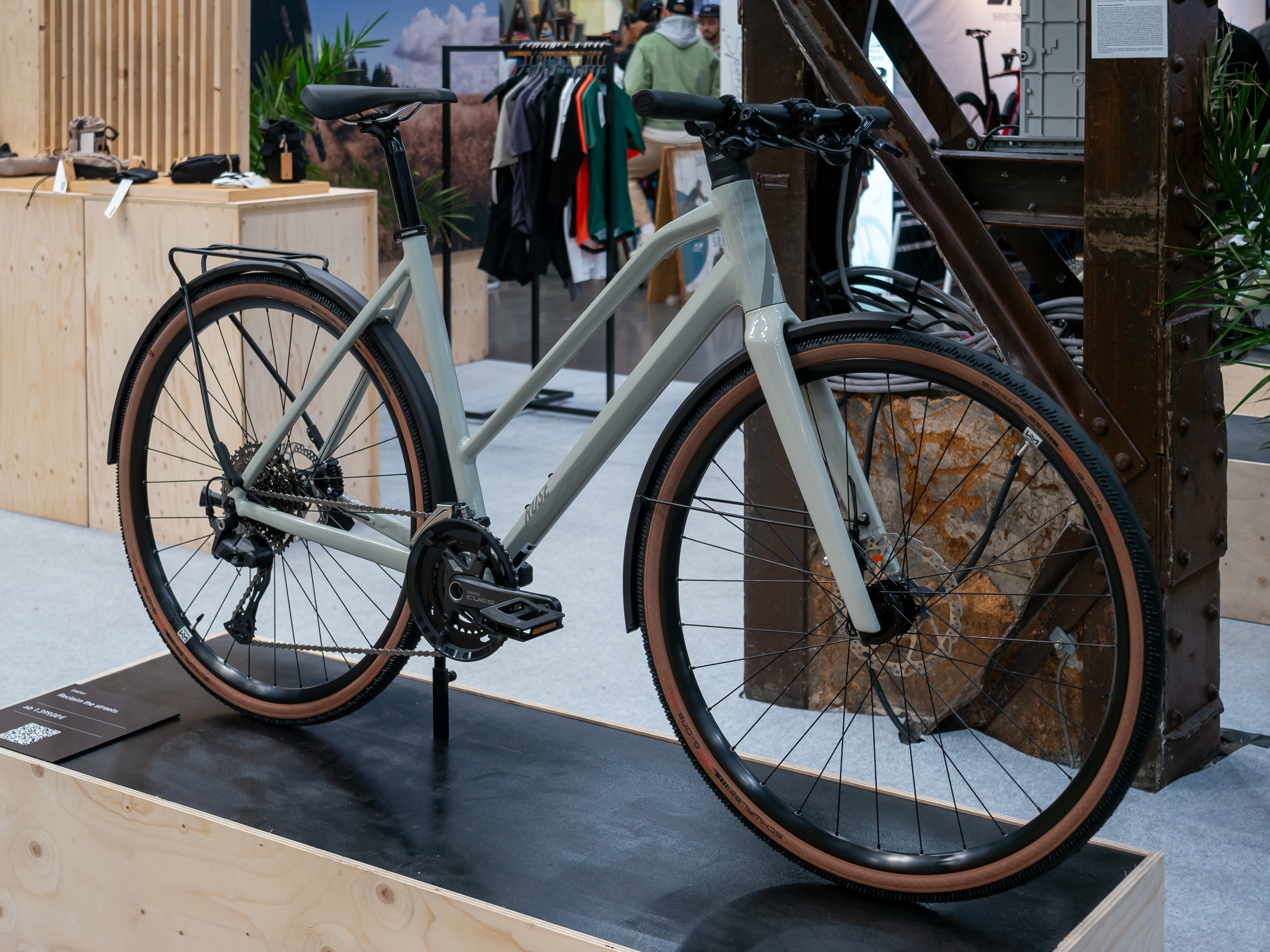
Citybike Rose Sneak

Die Fahrräder von Rose werden in Deutschland von Hand endmontiert, die Rahmen und weitere Komponenten werden unter anderem aus Asien bezogen. Angeboten werden Rennräder, Gravelbikes, Mountainbikes, Trekkingräder, Tourenräder, Freizeitfahrräder sowie Elektrofahrräder. Das Unternehmen vertreibt neben Fahrradkomponenten und Radsportbekleidung unter der Eigenmarke auch Artikel bekannter Marken aus dem Radsport im weltweit versendenden Internetshop sowie in den „Rose Stores“. Diese befinden sich in Bocholt, Berlin, Köln, München, Posthausen sowie Meilen und im Berner Einkaufszentrum Westside (beide in der Schweiz).

## Sponsoring
Rose sponsert diverse Fahrer und Teams, unter anderem Laura Lindemann, Lukas Knopf, Patricia Druwen, Tobey Miley und Peter Henke. Von 2020 bis 2022 war Rose Ärmelsponsor des Fußball-Erstligisten SC Freiburg.